# Stichting Liedts-Meesen
De stichting Liedts-Meesen ondersteunt initiatieven rond kunst, de rechten van de mens en grensoverschrijdend gedrag. De stichting werd eind 2002 opgericht door Alain Liedts en Françoise Meesen met de meerwaarde die Alain Liedts realiseerde met Bureau Van Dijk, een consultingbureau in de informatica- en telecommunicatiesector. 
In 2007 steunde de vzw Habbekrats met de aankoop van hun pand ('De Fabriek') in het Raffinaderijstraatje.
Daarnaast steunt de stichting de uitbating van de historische site Zebrastraat, waar tentoonstellingen en congressen naast huurappartementen.